# Воля-Корибутова-Кольонія
Воля-Корибутова-Кольонія (пол. Wola Korybutowa-Kolonia) — село в Польщі, у гміні Селище Холмського повіту Люблінського воєводства.